# Adam i Eva
Adam i Eva, segons el mite de la creació de les religions abrahàmiques van ser el primer home i dona. Són fonamentals per a la creença que la humanitat és en essència una sola família, on tothom descendeix d'una única parella d'ancestres originals. També proporcionen la base per a les doctrines de la caiguda de l'home i el pecat original, que són creences importants en el cristianisme, encara que no es mantenen en el judaisme o l'islam.
Al Llibre del Gènesi de la Bíblia hebrea, dels capítols del primer al cinc, hi ha dues narracions de la creació amb dues perspectives diferents. En el primer, Adam i Eva no tenen nom. En canvi, Déu va crear la humanitat a imatge de Déu i els va instruir perquè es multipliquessin i fossin administradors de tota la resta que Déu havia fet. En la segona narració, Déu modela Adam amb pols i el col·loca al jardí de l'Edèn. Se li diu a Adam que pot menjar lliurement de tots els arbres del jardí, excepte un arbre del coneixement del bé i del mal. Posteriorment, Eva és creada a partir d'una de les costelles d'Adam per ser la seva companya. Són innocents i no els fa vergonya la seva nuesa. Tanmateix, una serp convenç Eva perquè mengi fruita de l'arbre prohibit, i ella en dona part a Adam. Aquests actes no només els donen coneixements addicionals, sinó que també els donen la capacitat d'evocar conceptes negatius i destructius com la vergonya i el mal. Més tard Déu maleeix la serp i la terra. Déu diu profèticament a la dona i a l'home quines seran les conseqüències del seu pecat de desobeir Déu. Després els expulsa del Jardí de l'Edèn.
Ni Adam ni Eva s'esmenten en cap altre lloc de les escriptures hebrees a part d'una sola llista d'Adam en una genealogia a 1 Cròniques 1:1, que suggereix que tot i que la seva història va arribar a ser prefixada a la història jueva, té poc en comú amb ell. El mite va sofrir una àmplia elaboració en les tradicions abrahàmiques posteriors, i ha estat àmpliament analitzat pels estudiosos bíblics moderns. Les interpretacions i creences sobre Adam i Eva i la història que gira al voltant d'ells varien segons les religions i les sectes; per exemple, la versió islàmica de la història sosté que Adam i Eva van ser igualment responsables dels seus pecats d'hibris. La història d'Adam i Eva sovint es representa a l'art i ha tingut una influència important en la literatura i la poesia.